# Arthur von Broecker

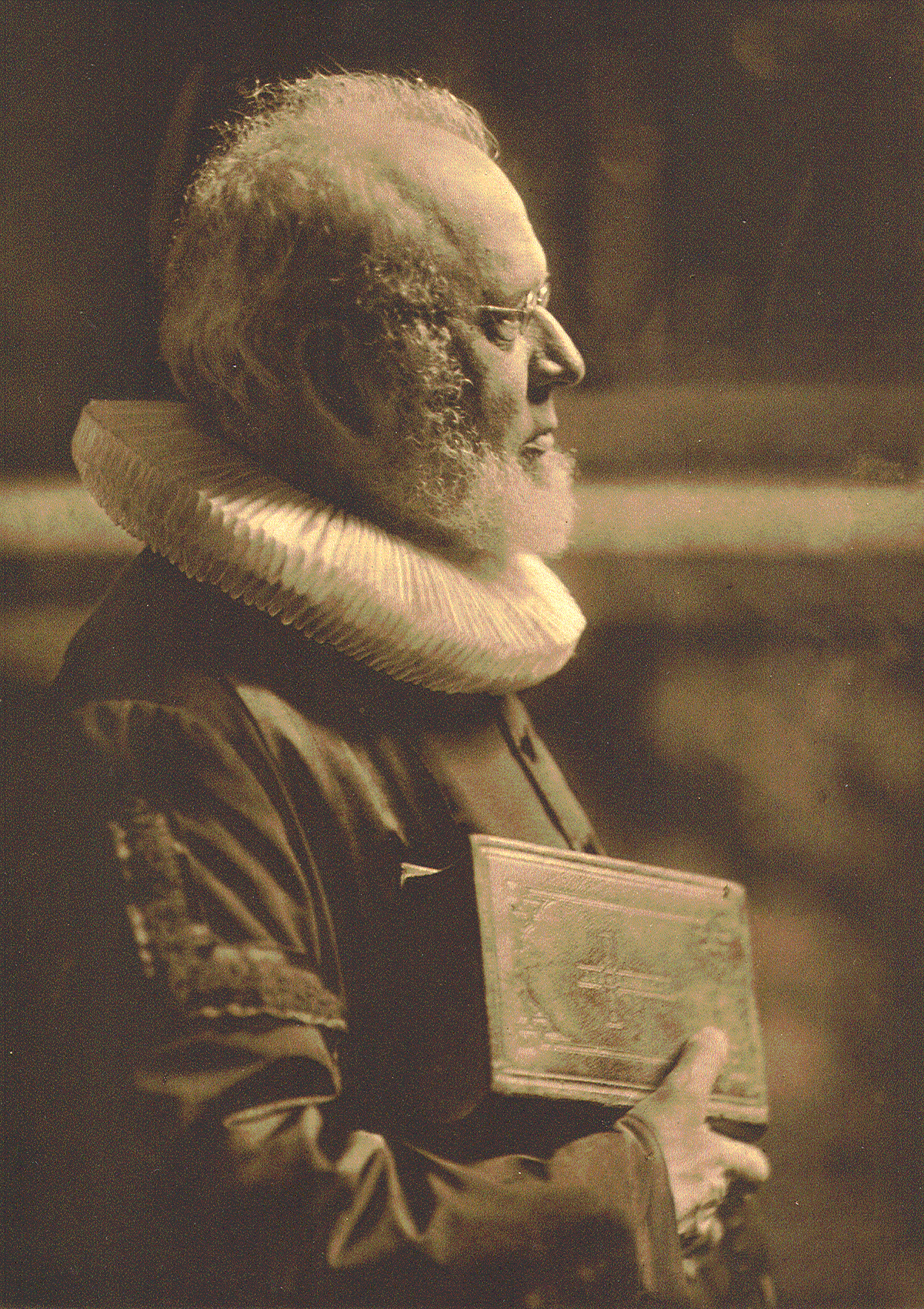
Arthur von Broecker 1905

Theodor Paul Oskar Arthur Broecker, seit 1868 von Broecker (* 11. September 1846 in Neiße; † 27. Oktober 1915 in Hamburg) war ein deutscher Theologe.

## Leben und Wirken
Arthur von Broecker war ein Sohn des preußischen Generalleutnants Rudolf von Broecker (1817–1890) und dessen Frau Julie, geborene Schweitzer (* 1826). Sein Vater war am 29. Juni 1868 durch König Wilhelm I. in den erblichen preußischen Adelsstand erhoben worden.
Broecker studierte von 1865 bis 1868 Evangelische Theologie in Breslau und Berlin. Vor dem Brandenburger Konsistorium absolvierte er 1869 und 1871 die theologischen Examina und wurde 1872 ordiniert. Dabei wurden seine schnelle Auffassungsgabe und sein gutes Gedächtnis gelobt. Zudem widmete er sich deutscher Literatur.
Er arbeitete zunächst als Zivilerzieher an einem Kadettenhaus in Kulm, später als Hilfsprediger in Berlin. Während des Deutsch-Französischen Kriegs war er 1870/71 Divisionspfarrer in Châlons-sur-Marne und Verdun. 1873 wurde er als Divisionspfarrer nach Schleswig versetzt, wo er in der Garnisonskirche, der Schlosskirche von Schloss Gottorf, neben Offizieren und Soldaten auch eine große Gemeinde mit Zivilisten betreute. Er unterrichtete Konfirmanden und lehrte an der Sonntagsschule, der Töchterschule und dem Lehrerseminar.
1883 wechselte Broecker als Pastor an die Hauptkirche St. Jacobi in Hamburg. Hier betreute er zahlreiche Konfirmanden und unterrichtete Religion und Literatur an privaten Töchterschulen wie der Milbergschen Schule. Er setzte sich insbesondere für die Armenfürsorge ein und verkündigte in seinen Predigten Gottes Gnade. 1897 wurde er aufgrund seiner Verdienste zum Hauptpastor der Kirche gewählt. Er übernahm den Vorsitz des Hamburger Hauptvereins der Gustav-Adolf-Stiftung und versuchte, dessen Wirksamkeit durch Gründung von Zweigvereinen in den Kirchspielen zu erhöhen. Anlässlich der Hamburger Landesvereinigung des Evangelisch-Sozialen Kongresses diskutierte Broecker öffentlich mit der Arbeiterschaft. Zudem gehörte er der Hamburger Pastoralkonferenz an und war Mitglied des Verwaltungsausschusses der Inneren Mission. Er arbeitete für die Norddeutsche Mission und war am Zustandekommen der Hanseatisch-Oldenburgischen Missionskonferenz 1903 beteiligt. Er saß der Traktat-Gesellschaft vor und kämpfte gegen methodistisch gefärbte Schriften. Neben theologischen Fragestellungen referierte er auch über deutsche Klassiker und Romantiker.

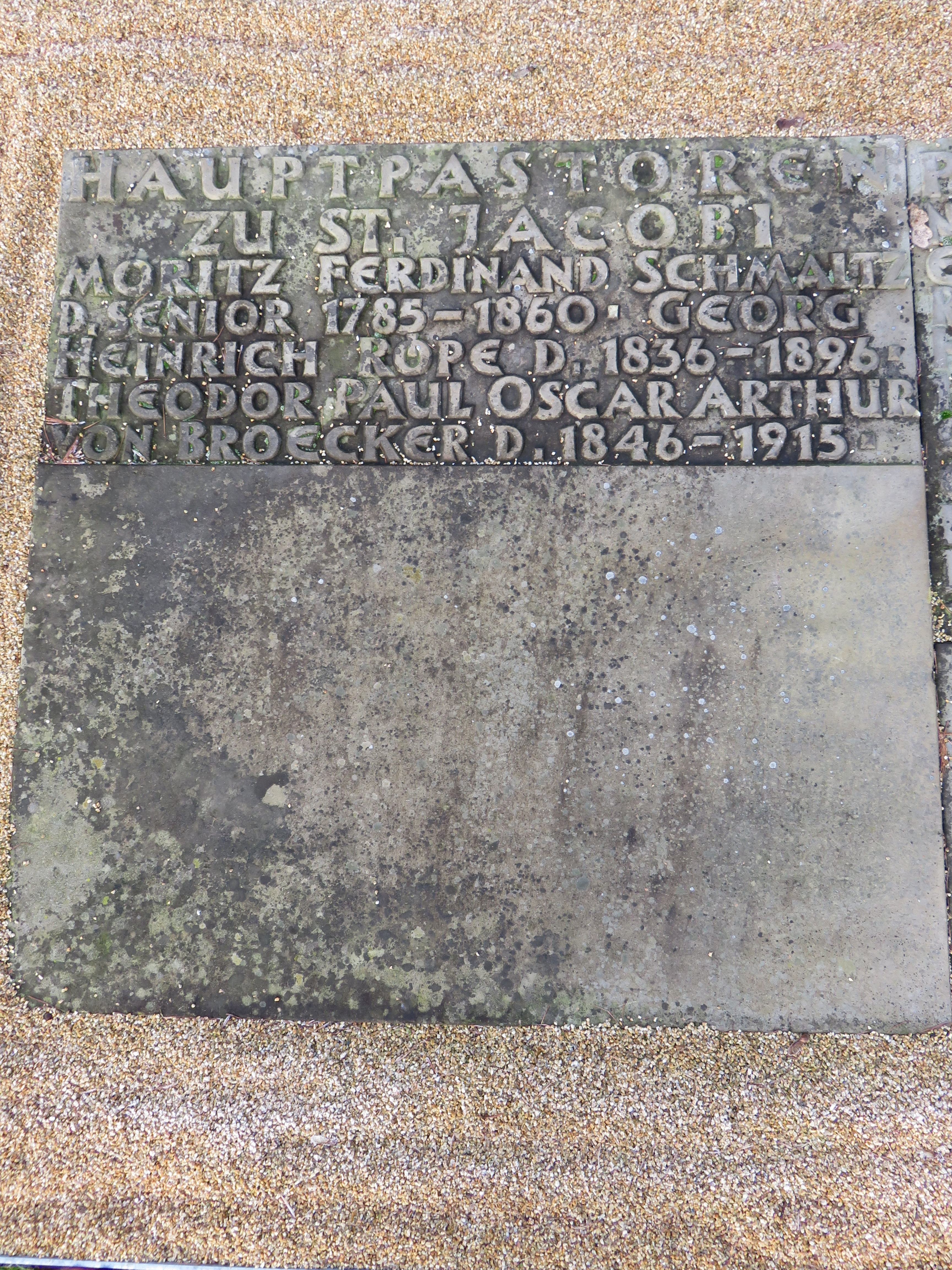
„Theodor Paul Oscar Arthur von Broecker D.“, Doppelsammelgrabplatte Hauptpastoren zu St. Jacobi / Pastoren zu St. Jacobi, Friedhof Ohlsdorf

Broecker war Mitglied der theologischen Prüfungskommission und prüfte in den Fächern Altes Testament und Hebräische Sprache. Seit dem Sommersemester 1897 hielt er Vorlesungen im Allgemeinen Vorlesungswerk, vom Wintersemester 1908/09 bis zum Sommersemester 1915 unterrichtete er am Kolonialinstitut. Von 1911 bis 1915 vertrat er in Synode und Kirchenrat die Standpunkte der orthodoxen Theologen und diskutierte das kirchliche Leben und die Verfassung.
Arthur von Broecker veröffentlichte zahlreiche Schriften. Er befasste sich darin unter anderem mit Fragen der Feuerbestattung, dem Hamburger Zollanschluss und dem hamburgischen Perikopensystem. Von 1894 bis 1904 gab er die Zeitschrift für die evangelische Kirche in Hamburg heraus und ab 1904 Der St. Jacobi-Kirchenbote. Ein evangelisch-lutherisches Gemeindeblatt für die St. Jacobi-Gemeinde. Ab 1911 redigierte er die Zeitschrift Der Nachbar – illustriertes christliches Sonntagsblatt. Zudem erstellte er von 1891 bis 1910 die kirchliche Statistik Hamburgs. Während des Ersten Weltkriegs schrieb er Tägliche Andachten in Schriftabschnitten mit Auslegung. Das Werk wurde 1916 unter dem Titel Ein feste Burg ist unser Gott! veröffentlicht.
Die Universität Greifswald verlieh Arthur von Broecker 1905 die theologische Ehrendoktorwürde.
Er heiratete am 14. September 1872 in Kulm Anna Elisabeth Dominik (* 20. Mai 1853 in Wahlstatt). Das Paar hatte einen Sohn, Friedrich Rudolf Joachim (* 18. November 1873 in Schleswig).
An Arthur von Broecker wird auf der Doppelsammelgrabplatte Hauptpastoren zu St. Jacobi / Pastoren zu St. Jacobi des Althamburgischen Gedächtnisfriedhofs, Friedhof Ohlsdorf, erinnert.